# Skrzynica
Skrzynica (prononciation : [skʂɨˈnit͡sa]) est un village polonais de la gmina de Skwierzyna dans le powiat de Międzyrzecz de la voïvodie de Lubusz dans l'ouest de la Pologne.
Il se situe à environ 12 kilomètres à l'est de Skwierzyna (siège de la gmina), 20 kilomètres au nord de Międzyrzecz (siège du powiat) et 31 kilomètres au sud-est de Gorzów Wielkopolski (capitale de la voïvodie).
Le village comptait approximativement une population de 50 habitants en 2006.

## Histoire
Avant 1945, ce village était sur le territoire de l'Empire allemand dans le Royaume de Prusse dans la province de Brandebourg sous le nom de Krinitze et de 1938 à 1945: Wartheta. (voir Évolution territoriale de la Pologne)
De 1975 à 1998, le village appartenait administrativement à la voïvodie de Gorzów .
Depuis 1999, il appartient administrativement à la voïvodie de Lubusz